# Puy de la Poche
Le puy de la Poche est un sommet des monts du Cantal dans le Massif central.

## Géographie
Le puy est situé au sud de l'Élancèze, sur la commune de Thiézac.

## Activités

### Protection environnementale
Le sommet est inclus dans la ZNIEFF de type 2 « Monts du Cantal », ainsi que dans la ZNIEFF de type 1 « Élancèze et col du Pertus ».

### Randonnée
La montagne est traversée par le sentier de grande randonnée 400.